# Platja de Portizuelo
La platja del Portizuelo està situada en l'occident del Principat d'Astúries (Espanya), en el concejo de Valdés i pertany a la localitat de Villar, dins de la Costa Occidental d'Astúries i emmarcada en el Paisatge Protegit de la Costa Occidental d'Astúries.

## Descripció
La petita platja té forma triangular, una longitud d'uns 200 m i una amplària mitjana d'uns 15 a 20 m. El seu entorn és rural, amb un grau d'urbanització mitjà i una perillositat alta. L'accés rodat és molt fàcil i inferior a uns dos-cents m. El jaç està format per palets de quars, la urbanització propera és baixa i el grau d'ocupació de la platja és mitjà-baix.
Per arribar a la platja cal localitzar els dos pobles més propers: Barcellina i Villar. Des de Villar cal dirigir-se a un prat que té dues barques en alt, molt bé visibles. En arribar a aquest lloc s'ha de prendre la carretera de l'esquerra que porta al vehicle fins a la pròpia platja, en el qual cal anar amb compte per l'estretor de la calçada, que té una singularitat en les seves formes rocoses sent la més coneguda l'anomenada «Piedra el Óleo» on, antigament, es reunien «les maruyas» que eren vilatanes de la zona que es banyaven vestides. Les activitats més recomanades són la pesca esportiva i la submarina. No té cap servei per als banyistes.